# Byron Township (Illinois)
Die Byron Township ist eine von 24 Townships im Ogle County im Norden des US-amerikanischen Bundesstaates Illinois.

## Geografie
Die Byron Township liegt im Norden von Illinois am Rock River rund 10 km unterhalb der Stadt Rockford. Die Grenze zu Wisconsin liegt rund 40 km nördlich; der Mississippi, der die Grenze zu Iowa bildet, befindet sich rund 80 km westlich.
Die Byron Township liegt auf 42° 10′ N, 89° 16′ W und erstreckt sich über 96,3 km², die sich auf 94,7 km² Land- und 1,6 km² Wasserfläche verteilen.
Die Byron Township liegt im Norden des Ogle County und grenzt im Norden und Nordwesten an das Winnebago County. Innerhalb des Ogle County grenzt die Byron Township im Südwesten durch den Rock River getrennt an die Marion Township, im Süden an die Rockvale Township und im Westen an die Leaf River Township.

## Verkehr
Durch die Township führt entlang des Rock River die Illinois State Route 2 und kreuzt in Byron die Illinois State Route 72. Alle weiteren Straßen sind County Highways sowie weiter untergeordnete und zum Teil unbefestigte Fahrwege.
In Ost-West-Richtung verläuft durch die Byron Township eine Eisenbahnlinie der Canadian Pacific Railway, die von Chicago nach Westen führt.
Der nächstgelegene Flughafen ist der rund 5 km östlich der Township gelegene Chicago Rockford International Airport südlich von Rockford, dem Zentrum der Metropolregion Rockford, an deren Rand die Byron Township liegt.

## Bevölkerung
Bei der Volkszählung im Jahr 2010 hatte die Township 6563 Einwohner. Neben Streubesiedlung lebt die Bevölkerung überwiegend in der Stadt Byron (mit dem Status „City“), die zum größten Teil in der Byron Township liegt. Der Teil der Stadt, der am gegenüberliegenden Ufer des Rock River liegt, gehört zur Marion Township.